# Carl Göran Bonde
Carl Göran Bonde, född 22 juli 1757 på Fituna i Sorunda socken, Stockholms län, död 24 oktober 1840 på Nynäs i Bälinge socken, Södermanlands län, var en svensk friherre och hovman. Han var farfar till Carl Jedvard Bonde och Knut Filip Bonde.

## Biografi
Carl Göran Bonde var son till kapten Jöns Alexander Bonde och friherrinnan Ulrika Eleonora född Rosenhane. I ungdomen kom Bonde till hovet, där han blev nära bekant med både hertig Karl och Gustav Adolf Reuterholm.
Han ingick vid sexton års ålder på den militära banan som underkonduktör vid artilleriet, blev under kriget kommenderad till hertig Karl som överadjutant. Påtryckningar av nära vänner fick honom att försöka övertala hertigen att ställa sig bakom oppositionen mot Gustav III. När han av kungen uppmanades att avlägga ed på förenings- och säkerhetsakten, avböjde han och tog avsked ur tjänsten inom hovet.
Under förmyndarregeringen blev Bonde generaladjutant och överstekammarjunkare. Sin ställning behöll han även sedan Gustav IV Adolf övertagit regeringen. Bonde berordrades 1801 att i Paris, Dresden och Berlin undersöka stämningen för en svensk erövring av Norge. Beskickningen gav föga resultat.
År 1808 övertog Bonde skötseln av det Hildebrandska fideikommisset med bland annat Ericsbergs slott, och bosatte sig 1812 på Nynäs slott, där han sedan sitt återstående liv sysslade med lanthushållning och bokliga studier. Bonde blev 1818 en av rikets herrar och 1822 serafimerriddare. År 1802 upphöjdes han till friherre och adopterades på den sedan 1712 utdöda friherrliga grenen av ätten Bonde.

### Bilder

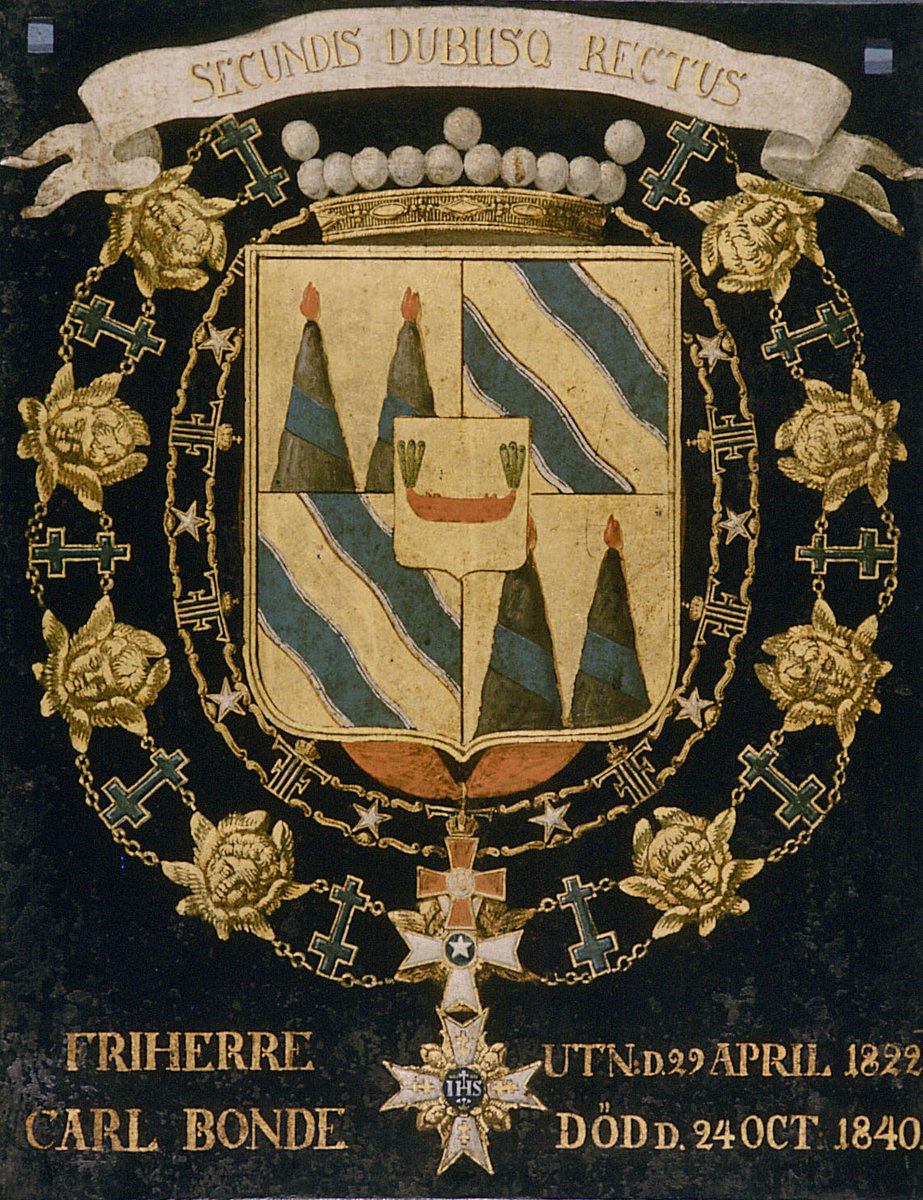
Carl Göran Bondes sköld som riddare av Serafimerorden.